# Mittelnkirchen

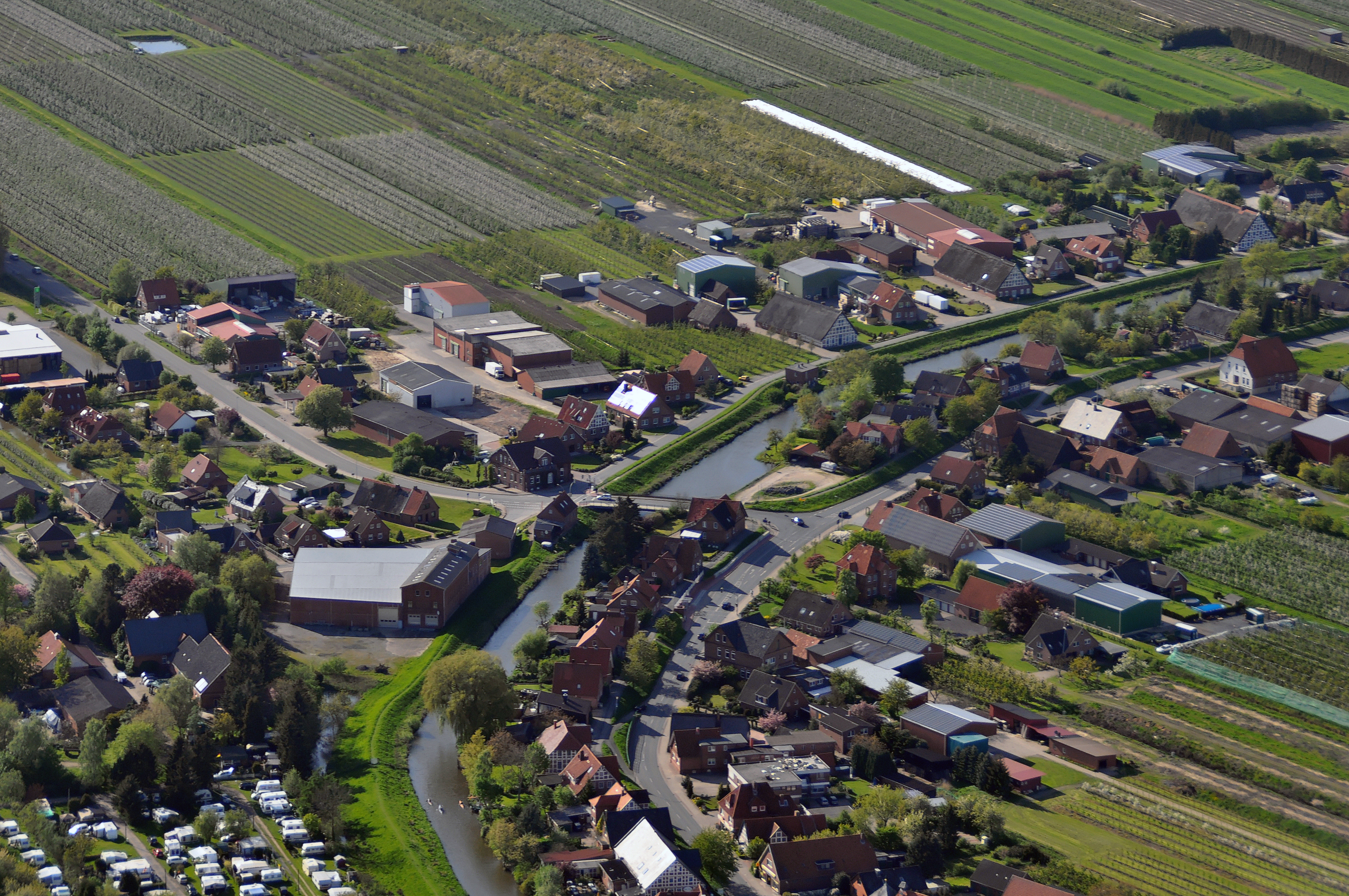
Ortsteil aus der Luft

Mittelnkirchen (plattdeutsch Mittelskark) ist eine Gemeinde im Landkreis Stade in Niedersachsen. Die Gemeinde gehört der Samtgemeinde Lühe an, die ihren Verwaltungssitz in der Gemeinde Steinkirchen hat.

## Geografische Lage
Die Gemeinde liegt im Alten Land, dem größten zusammenhängenden Obstanbaugebiet Europas, direkt an der Lühe zwischen Stade und Hamburg.

## Politik

### Gemeinderat
Der Rat der Gemeinde Mittelnkirchen besteht aus 11 Ratsfrauen und Ratsherren. Dies ist die festgelegte Anzahl für eine Mitgliedsgemeinde einer Samtgemeinde mit einer Einwohnerzahl zwischen 1.001 und 2.000 Einwohnern. Die Ratsmitglieder werden durch eine Kommunalwahl für jeweils fünf Jahre gewählt. Die aktuelle Legislaturperiode begann am 1. November 2021 und endet am 31. Oktober 2026.
Die vergangenen Gemeinderatswahlen ergaben folgende Sitzverteilungen:
| Wahljahr | CDU | SPD | Grüne | Gesamt   |
| 2021     | 7   | 2   | 2     | 11 Sitze |
| 2016     | 6   | 3   | 2     | 11 Sitze |

Zum Gemeindedirektor hat der Gemeinderat Kai Schulz bestellt.

### Wappen
Das Wappen der Gemeinde Mittelnkirchen zeigt:
In Silber auf grünem Schildfuß, darin eine silberne Wellenleiste(für die Lühe), balkenweise von Schildrand zu Schildrand drei anstoßende, fensterlose rote Spitzgiebel(für die Kirchspiele Steinkirchen, Mittelnkirchen und Neuenkirchen); über dem mittleren ein roter kegelförmiger Stumpf mit flachem Helm(für den Kirchturm der St. Bartholomäus-Kirche zu Mittelnkirchen).

## Kultur und Sehenswürdigkeiten
In Mittelnkirchen befindet sich die auf das 14. Jahrhundert erstmals nachweisbare St.-Bartholomäus-Kirche mit wertvoller farbenprächtiger Ausstattung und einer Orgel von Arp Schnitger von 1688.

### Geschichte
Der alte Name von Mittelnkirchen ist Media Lu (Lu = Lühe), um 1334 Middelsten Luh. Der Name erklärt sich aus der Lage zwischen Lu lapidea – Steinkirchen – und Nova Lu – Neuenkirchen. Holländische Siedler haben dieses Land im 13. Jh. urbar gemacht und besiedelt. Der Ort wurde als Deichhufendorf entlang der Lühe angelegt, d. h., die parallelen Hufen lagen auf der dem Deich gegenüber liegenden Straßenseite. Es wurde verwaltet von den Äbten des Klosters Harsefeld. Der Ort wird erstmals 1221 genannt, als Bischof Iso dem Andreasstift in Verden den Zehnten von Lu schenkte.

### Verkehr
Südlich der Gemeinde verlaufen die Bundesstraße 73, die Buxtehude mit Stade verbindet, und die A 26, die von Stade bis Neu Wulmstorf fertiggestellt ist. Der Anschluss an die A 7 in Hamburg ist in Bau.
Seit 2007 sind der Landkreis Stade und die Hansestadt Stade an das S-Bahn-Netz der Metropolregion Hamburg angeschlossen. So besteht eine Direktverbindung nach Hamburg durch die Linie S5, die mindestens stündlich verkehrt, neben der Regionalbahn R5 von Cuxhaven nach Hamburg. Davon profitieren auch die Orte der Samtgemeinde Lühe, die unweit der S-Bahn-Linie und der Bahnhöfe Dollern, Horneburg und Buxtehude liegen.
Durch die unmittelbare Elbnähe bestehen am Lühe-Anleger in Grünendeich Fährverbindungen nach Schleswig-Holstein bzw. Hamburg.

### Telekommunikation
Seit 2009 ist Mittelnkirchen mit DSL versorgt, die erreichten Geschwindigkeiten verharrten jedoch zunächst auf einem niedrigen Niveau. Über den regionalen Energie- und Telekommunikationsanbieter EWE AG mit Sitz in Oldenburg konnte ein Tarif mit bis zu 2.000 kbit/s gebucht werden, die tatsächlichen Verbindungsraten lagen oft jedoch deutlich darunter. Ursächlich dafür war die Entfernung zum Hauptverteiler in Steinkirchen.
Seit 2012 hat die EWE jedoch auch Mittelnkirchen mit einem schnellen Internetanschluss ausgebaut, wobei eine Kombination aus Glasfaserkabeln und Kupferkabeln zur Versorgung der Häuser auf der letzten Meile zum Einsatz kam.
Das Neubaugebiet Kirchschhoff-Appelhoff hat seit November 2012 ebenfalls die Möglichkeit, von den Verbindungsraten von bis zu 50.000 kbit/s zu profitieren. Voraussetzung war, dass sich eine Mehrzahl der Anwohner bis Mitte Juni 2012 im Rahmen eines Vorvertrages an die EWE binden würde. Die EWE gab Ende Juni 2012 „grünes Licht“ für den VDSL-Ausbau, der im Frühjahr des Jahres 2013 abgeschlossen wurde.
Ein anderer Internet-Anbieter im Raum Mittelnkirchen ist die Firma Arche NetVision, die ein funkbasiertes W-DSL-Angebot bereithält. Zukünftig wird auch der Ausbau des LTE-Funknetzes (auch als 4G bekannt) für Mittelnkirchen eine Rolle spielen. Hier scheint sich besonders Vodafone hervorzutun, während die Anbieter Telekom und o2 noch keine Angaben zur Verfügbarkeit von LTE machen können.

## Persönlichkeiten
Bis zu seinem Tode am 13. Dezember 2006 lebte der Journalist und Autor Wolf Heckmann in Mittelnkirchen.